# Brussels Cycling Classic 2019
La 99e édition de la Brussels Cycling Classic a eu lieu le 7 septembre 2019. Elle fait partie du calendrier UCI Europe Tour 2019 en catégorie 1.HC, et fut remportée par l'Australien Caleb Ewan de l'équipe belge Lotto-Soudal.

## Équipes
| WorldTeams (8)- Groupama-FDJ - AG2R La Mondiale - Astana - Bora-Hansgrohe - Lotto Soudal - Quick-Step Floors - Trek-Segafredo - UAE Team Emirates Équipes continentales professionnelles (14)- Cofidis, Solutions Crédits - Delko-Marseille Provence-KTM - Direct Énergie - Israel Cycling Academy - Nippo-Vini Fantini-Europa Ovini - Roompot-Nederlandse Loterij - Sport Vlaanderen-Baloise - Fortuneo-Samsic - Vérandas Willems-Crelan - Vital Concept - Wanty-Groupe Gobert - WB-Aqua Protect-Veranclassic - Wilier Triestina-Selle Italia - CCC Sprandi Polkowice Équipes continentales (2)- Cibel-Cebon - Development Team Sunweb |
| |

## Classements

### Classement final
| Résultat |                     |                          |         |
| Position | Coureur             | Équipe                   | Général |
| -------- | ------------------- | ------------------------ | ------- |
| 1e       | Caleb Ewan          | Lotto-Soudal             | 200     |
| 2e       | Pascal Ackermann    | Bora-Hansgrohe           | 150     |
| 3e       | Jasper Philipsen    | UAE Emirates             | 125     |
| 4e       | Davide Ballerini    | Astana                   | 100     |
| 5e       | Jasper Stuyven      | Trek-Segafredo           | 85      |
| 6e       | Arnaud Démare       | Groupama-FDJ             | 70      |
| 7e       | Alexander Kristoff  | UAE Emirates             | 60      |
| 8e       | Amaury Capiot       | Sport Vlaanderen-Baloise | 50      |
| 9e       | Baptiste Planckaert | Wallonie-Bruxelles       | 40      |
| 10e      | Kaden Groves        | Mitchelton-Scott         | 35      |